# Шваневеде
Шваневеде (нем. Schwanewede) — община в Германии, в земле Нижняя Саксония.
Входит в состав района Остерхольц. Население составляет 19 904 человека (на 31 декабря 2010 года). Занимает площадь 132,2 км².
Коммуна подразделяется на 12 сельских округов.